# Псевдофенокристали
Псевдофенокриста́ли (рос. псевдофенокристаллы, англ. pseudophenocrysts, нім. Pseudophänokristalle m pl) — фенокристали деяких лав, наприклад, базальтів, які містять пойкілітові включення мікролітів основної маси, тобто такі, що кристалізувалися після них. Від псевдо… і фенокристали.
Те ж саме, що й метабласти.